# 国鉄タキ24300形貨車
国鉄タキ24300形貨車（こくてつタキ24300がたかしゃ）は、1974年（昭和49年）から製作された、テレフタール酸専用の 35 t 積 貨車（タンク車）である。
私有貨車として製作され、日本国有鉄道（国鉄）に車籍編入された。1987年（昭和62年）4月の国鉄分割民営化後は日本貨物鉄道（JR貨物）に車籍を承継された。

## 概要
タキ24300形は、1974年（昭和49年）2月19日から1977年（昭和52年）10月14日にかけて61両（タキ24300 - タキ24360）が三菱重工業にて製作された。
落成時の所有者は、三菱化成工業の1社のみであった。その後、三菱化成工業→三菱化成→三菱化学と社名変更があり車体標記もその都度変更した。当初は社名、社紋を専用の標記板に記入のうえタンク体に取り付けていたが、三菱化成に変更時より直接車体に標記するようになった。
全車黒崎駅を常備駅として生涯変更されることはなかった。
1976年（昭和51年）8月から11月にかけて16両（タキ24313 - タキ24328）が、積込口3組のうち左右の2組をふさぐ改造工事を行った。工事理由は、自重軽減対策である。タキ24329以降の車は、製造時より積込口は中央1箇所に変更した。最初のロットの13両（タキ24300 - タキ24312）の車両は、軽かったため未改造であった。
キセ（外板）無し、ドーム無しタンク車であり、荷役方式はマンホールによる上入れ、エアスライド方式（積荷が粉体のため）による下出し式である。
塗色は、銀色であり、全長は13,900mm、全幅は2,950mm、全高は3,790mm、台車中心間距離は9,800mm、実容積は43.7m3、自重は18.7t、換算両数は積車5.5、空車1.8、最高運転速度は75km/h、台車はタキ24300 - タキ24312は平軸受・コイルばね式のTR41E-13、タキ24313以降はコロ軸受・コイルばね式のTR225である。
1987年（昭和62年）4月の国鉄分割民営化時には全車がJR貨物に継承され、1995年（平成7年）度末時点では全車健在であったが、最後まで在籍した50両が1999年（平成11年）6月に廃車になり形式消滅した。

## 年度別製造数
各年度による製造会社と両数、所有者は次のとおりである。（所有者は落成時の社名）
- 昭和48年度 - 9両
  - 三菱重工業 9両 三菱化成工業（タキ24300 - タキ24308）
- 昭和49年度 - 4両
  - 三菱重工業 4両 三菱化成工業（タキ24309 - タキ24312）
- 昭和50年度 - 16両
  - 三菱重工業 16両 三菱化成工業（タキ24313 - タキ24328）
- 昭和51年度 - 6両
  - 三菱重工業 6両 三菱化成工業（タキ24329 - タキ24334）
- 昭和52年度 - 26両
  - 三菱重工業 26両 三菱化成工業（タキ24335 - タキ24360）